# Sägmühle (Gleiritsch)
Sägmühle ist eine Einöde bei Lampenricht in der Gemeinde Gleiritsch.

## Geografie
Die Sägmühle liegt in der Region Oberpfalz-Nord im nordöstlichen Teil des Landkreises Schwandorf an der Gemeindeverbindungsstraße von Gleiritsch nach Lampenricht am Seeberg. Die Ortschaft Lampenricht ist etwa einhundert Meter entfernt.  Der Mühlbach mündet westlich von Lampenricht in den bei Zeinried entspringenden Bach Gleiritsch. Gleich nach dem Zusammenfluss der beiden Bäche befand sich dort früher die Sägmühle mit einer „Schneidsäge“. Heute steht am so genannten Seemühlweiher ein Wohnhaus.

## Geschichte
Der bei Zeinried entspringende Bach Gleiritsch speiste den so genannten Seemühlweiher. Mit der gespeicherten Wasserkraft wurden die Schneidsäge und die Mühle der Sägmühle betrieben. Im Zweiten Weltkrieg wurde der Betrieb eingestellt; Mühle und Säge verfielen. Bei der Flurbereinigung in der Gemeinde Gleiritsch, mit der 1969 begonnen wurde, erfolgte ein Neuausbau der Straße von Lampenricht nach Gleiritsch. Die Straßenführung wurde begradigt und in Richtung des ehemaligen Mühlen- und Sägegeländes verschoben. Heute befindet sich ein Pumpwerk der gemeindlichen Kläranlage auf dem Gelände, der Rest ist mit Bäumen bewachsen.

### Statistische Beschreibung (1840)

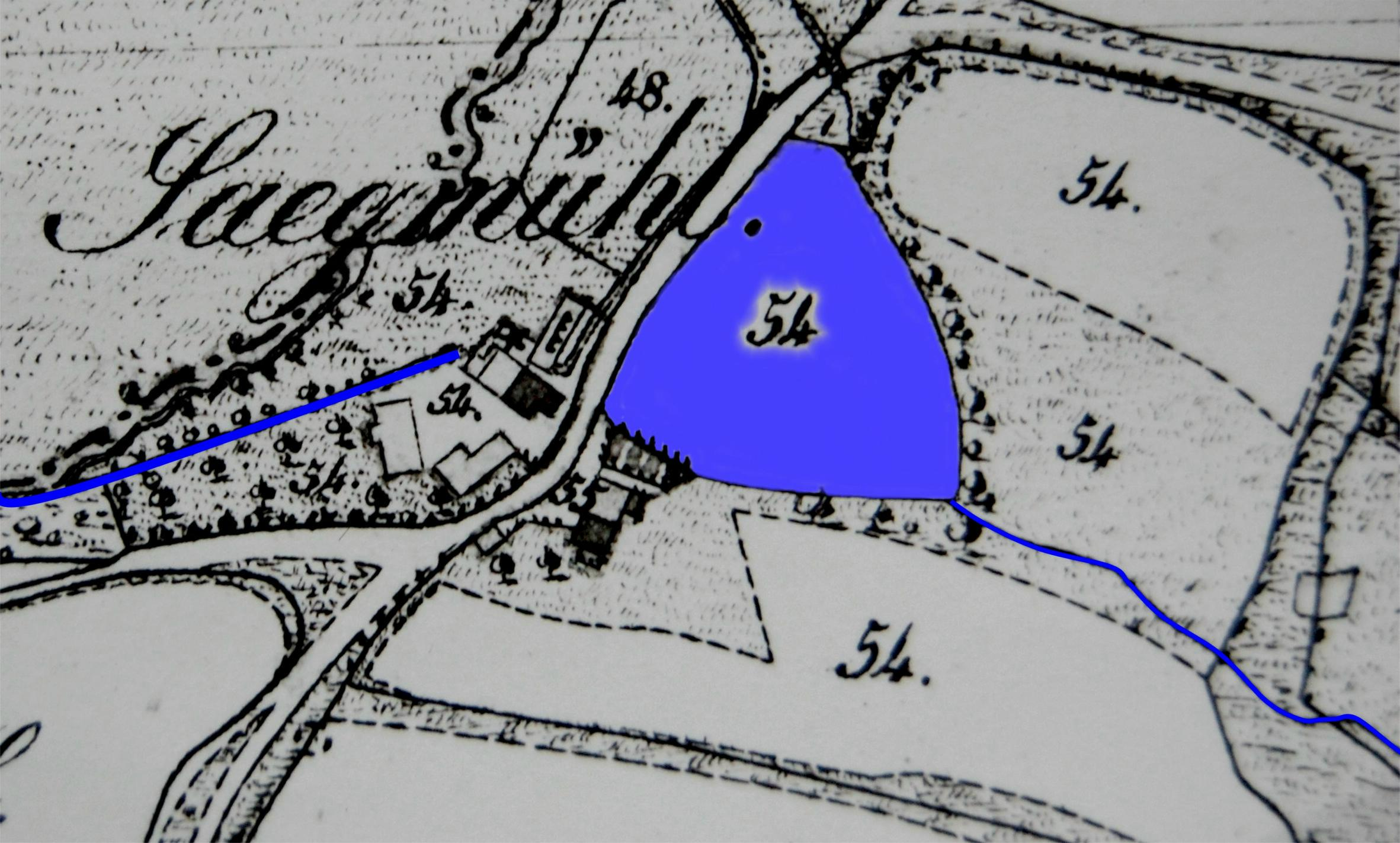
Uraufnahmeblatt

Besitzverhältnisse nach dem Häuser- und Rustikalsteuerkataster von 1809 und dem Grundsteuerkataster von 1840

#### Nr. 54, Sägmühle
„Müller, Johann Erhard Zwack
der ¼ Sägmühlhof mit der realen Stallmühle- und Schneidsägmühlgerechtsame (Anmerkung: = Berechtigung) – Wohnhaus, Stall, Mühle, Schneidsäge, Radstube, Stadl, Stall, Keller, und Hofraum.
Baum- und Grasgarten am Stadl.
15 Tagwerk 99 Dezimal“
Laut Brief vom 27. März 1800 von der Mutter Elisabetha Zwack nebst Besitz und dem Haus Nr. 55 um 3200 Gulden und 4 Thaler Leihkauf übernommen.
Besitzer seit 21. Oktober 1842 Joseph Zwack.

#### Nr. 55, Sägmühle
Besitzer Johann Erhard Zwack
„das 1/32 Sägmühlgebäude – Wohnhaus, Stall, Stadl, Backofen und Hofraum, Saamgarten hinterm Hause, Baum- und Grasgarten. Mit dem Hauptgute Haus Nr. 54 erworben.
7 Tagwerk 53 Dezimal“

## Steuerdistrikt und Gemeindebildung
Das Königreich Bayern wurde 1808 in 15 Kreise eingeteilt. Diese Kreise wurden nach französischem Vorbild nach Flüssen benannt (Naabkreis, Regenkreis, Unterdonaukreis usw.). Die Kreise gliederten sich in Landgerichtsbezirke. Die Bezirke wiederum sollten in einzelne Gemeindegebiete eingeteilt werden.
Im Zuge der Verwaltungsreformen in Bayern entstand mit dem Gemeindeedikt von 1818 die Gemeinde Gleiritsch, zu der auch die Sägmühle und Lampenricht gehörten. Die  Boxmühle bei Lampenricht war der seit 1821 eigenständigen Gemeinde Bernhof angegliedert.

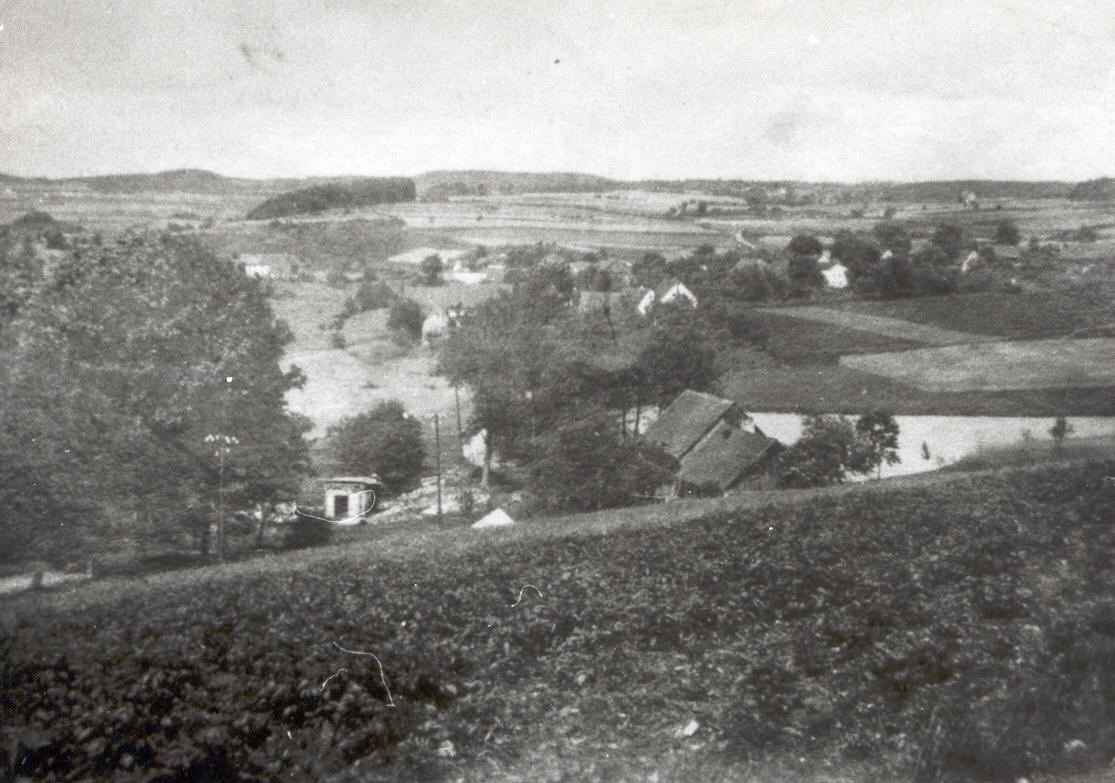
Sägmühle (um 1950)
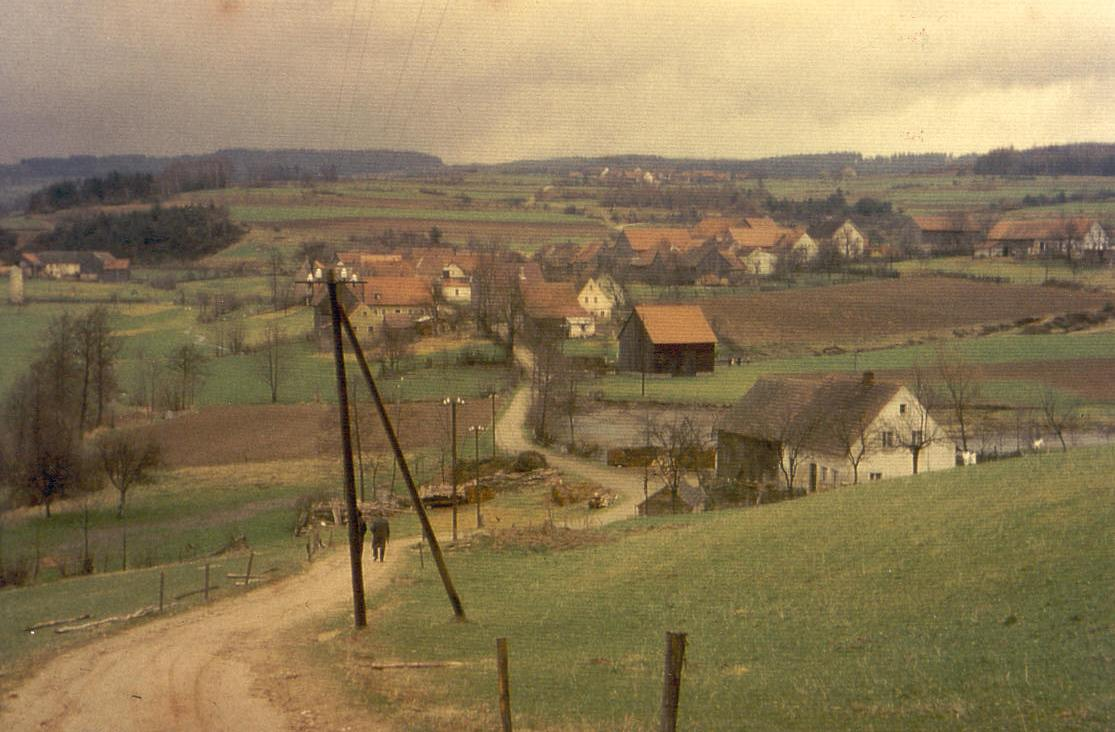
Seeberg (1960)
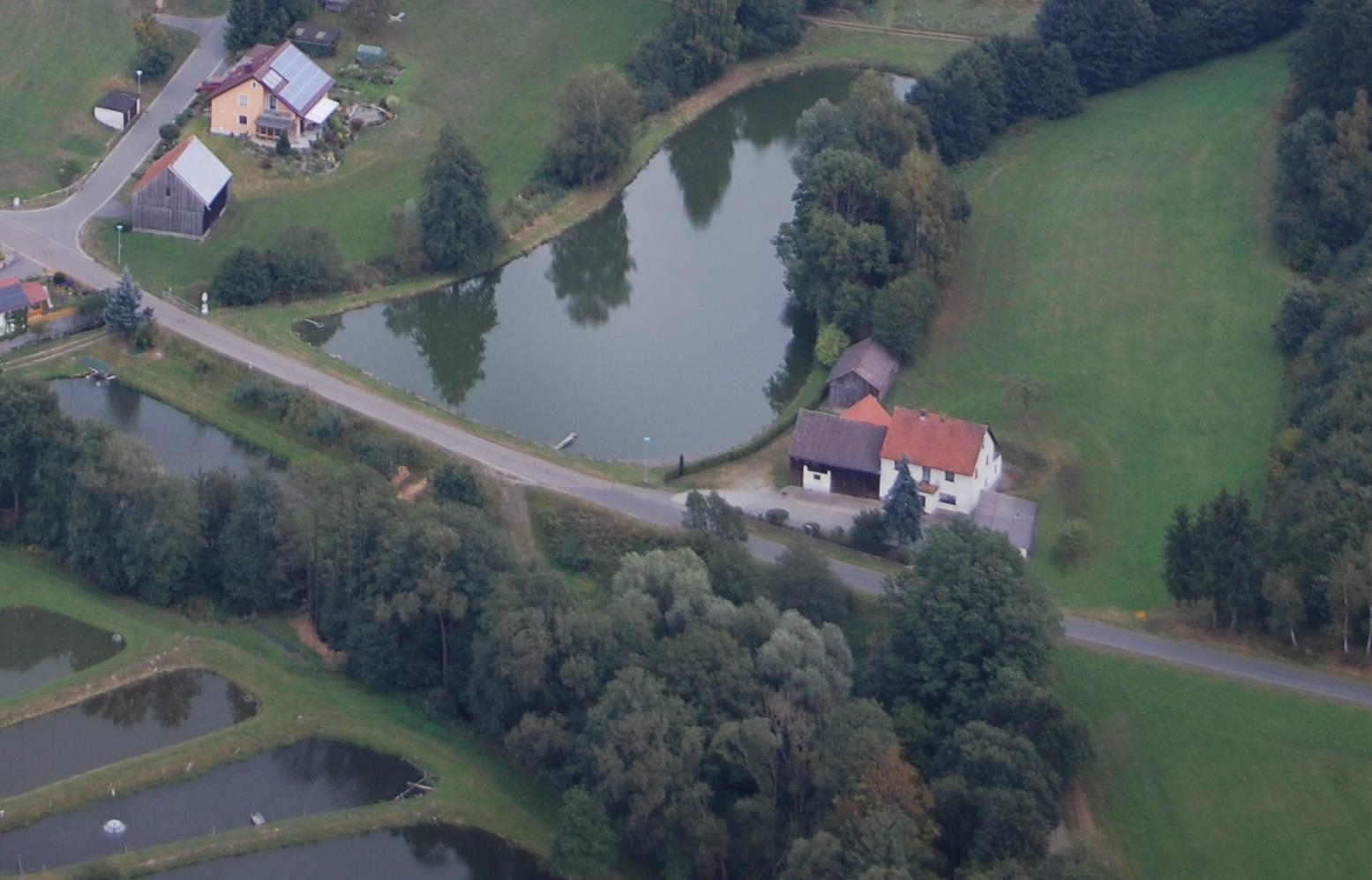
Sägmühle (1994)
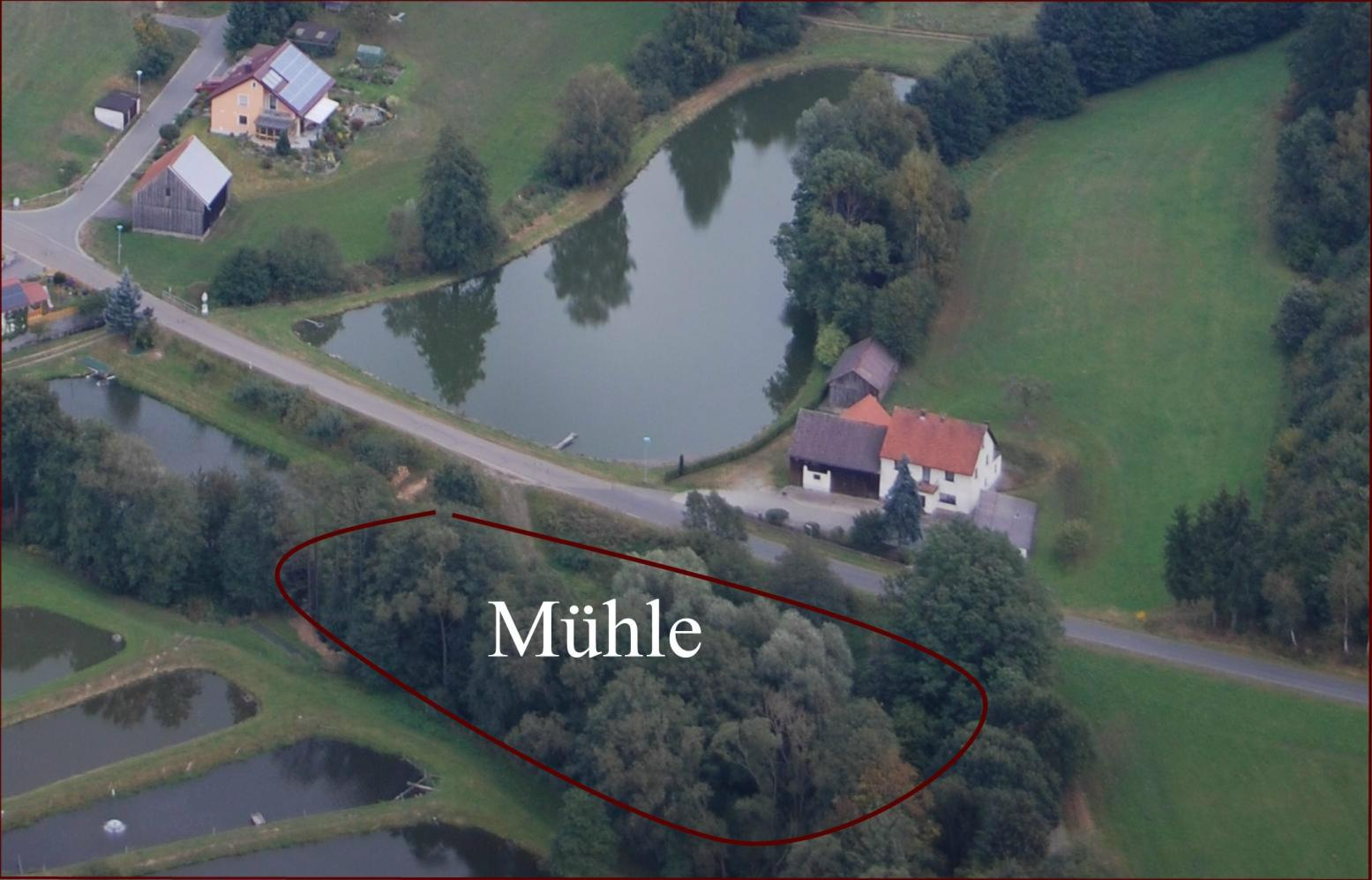
Lage der Mühle